# نقطة درابر
نقطة درابر هي عبارة عن درجة الحرارة التي عندها تتوهج كل المواد الصلبة باللون الأحمر الخافت عند حوالي 798 درجة حرارة كلفينية. تم تأسيس هذا المصطلح بواسطة جوهن ويليام درابر في عام 1847.
الأجسام في درجات حرارة أقل من نقطة درابر تصدر اشعاع في نطاق الأشعة تحت الحمراء وعند أطوال موجية عالية وتتم انبعاث ضوء بالكاد مرئي. يمكن حساب قيمة نقطة درابر باستخدام قانون واين للإزاحة. وهو يستخدم لقياس قيمة التردد العظمي بوحدة الهرتز والتي تم انبعاثها بواسطة الجسم الأسود والتي تعتمد على درجة الحرارة. ويمكن حسابها كما بالأسفل:
{\displaystyle \nu _{peak}={2.821 \over h}kT}
حيث أن:
ثابت بولتزمان k is Boltzmann's constant.
ثابت بلانك h is Planck's constant.
درجة الحرارة الكلفينية T is temperature (in kelvins).
إذا تم التعويض بقيمة نقطة درابر والتي تساوي 798 كلفن في القانون السابق فإنها تستخرج قيمة التردد الغظمى بـ 83 تيرا هرتز أو طول موجي يساوي 3.6 ميكرو متر والتي تعتبر قيمة في مدى الأطياف تحت الحمراء والتي تعتبر غير مرئية بشكل كامل لعين الإنسان المجردة. وعلى الرغم من ذلك إلا أن منحنى الإشعاع للجسم الأسود في حافتة يتمدد بمقدار جزء صغير من الشدة والتي تظهر بلونها الأحمر البعيد أو الباهت الضعيف.
نسبة إلى قانون ستيفان بولتزمان، فإن الجسم الأسود عند نقطة درابر يصدر اشعاعا بمقدان 23 كيلو وات للمتر مربع وأغلبها في نطاق الأشعة تحت الحمراء.